# Milan, Missouri
Milan är administrativ huvudort i Sullivan County i Missouri. Namnbytet till Milan från Pharsalia Post Office skedde år 1859. Marshall Baker Witter föreslog det nya namnet. Han hade i sin ungdom läst Milanodekretet som Napoleon I utfärdade år 1807 för att expandera kontinentalsystemet.